# 大阪市交通局
大阪市交通局（日语：／ Ōsaka-shi Kōtsūkyoku */?）是日本大阪市曾成立的地方公營企業之一，主要經營大阪市內的公共交通事業。
2018年4月1日起，大阪市營地下鐵將移轉給該局全額出資的新公司大阪市高速電氣軌道營運，大阪市營巴士將移轉給新公司大阪城市巴士（大阪シティバス株式会社），兩公司將逐步釋股民營化。屆時大阪市交通局將走入歷史，交通政策相關企劃、推進及對兩公司的監督工作會由新成立直屬大阪市長的「都市交通局」負責。

## 事業
- 大阪市營地下鐵
- 南港港城線
- 大阪市營巴士

## 外部連結
- 大阪市交通局 （页面存档备份，存于）